# 涙そうそう
「涙そうそう」（なだそうそう）は、森山良子作詞、BEGIN作曲による楽曲。「涙そうそう」の意味は、涙がポロポロこぼれる様子であり、森山が早世した兄への思いを歌詞に込めたもの。 
1998年の森山によるバージョンや2000年のBEGINによるバージョンのほか、2001年の夏川りみによるバージョンがヒットするなど、多くのアーティストにカバーされている。別れの歌・卒業ソングとしても親しまれ、日本の歌百選にも選ばれている。調はヘ長調（BEGINバージョンはイ長調）。 

## 作詞の背景・森山良子による歌唱
森山良子がライブで共演したBEGINと意気投合して、沖縄の曲を依頼した。BEGINから送られたデモテープのタイトルに書いてあった「涙そうそう」が沖縄の言葉で「涙がぽろぽろこぼれ落ちる」を意味すると聞いた森山は、若くしてこの世を去った兄を想う歌詞をつけた。
森山と兄は2人だけの年子の兄妹であり、幼少期には取っ組み合いのけんかをし、同じ高校で同じバスケットボール部に所属していた。死の直後は誰を見ても兄に見え、思い出すのも辛く、家族も誰も兄の話題を口にしなかった。森山は居間の棚から赤い革表紙のアルバムを取り出しては、兄の影を追ってひとり泣いた。そんなある日、一番星を見上げると星が瞬いたとき、「メソメソすんなよ。助けてあげられなくて悪いけど、お前もがんばれよ」と兄が語りかけてきたかのように森山には思えた。以上のような思いを歌詞にしたもので、2007年現在でも森山は、一日の出来事や思いを、一番星に向かってそっと打ち明けているという。
森山によるバージョンは、1998年発売の森山のアルバム『TIME IS LONELY』に収録。その後、2001年12月5日発売シングル「さとうきび畑」のカップリング（2曲目）にも収録。

## BEGINのシングル
2000年3月23日にBEGIN18枚目のシングルとして発売。2002年6月26日に、「島人ぬ宝」とのカップリングでカセット・テープで発売。
2000年7月21日発売の島唄アルバム『ビギンの島唄 〜オモトタケオ〜』には、三線バージョン・三線ウチナーグチバージョン(訳詞：新城俊昭)が収録。

### 収録曲

#### 2000年盤
1. 涙そうそう
2. かりゆしの夜
3. 花（LiveVersion）
4. 涙そうそう（オリジナル・カラオケ）

#### 2002年盤
- A面
  1. 涙そうそう
  2. 涙そうそう（オリジナル・カラオケ）
  3. 涙そうそう（三線バージョン）
  4. 涙そうそう（三線ウチナーグチバージョン）
- B面
  1. 島人ぬ宝
  2. 島人ぬ宝（オリジナル・カラオケ）

## 夏川りみのカバー・シングル
夏川りみの現在の名義における3枚目のシングルとして2001年3月23日に発売。夏川は、沖縄サミットのテレビ中継でBEGINがこの曲を演奏しているのを見て、カバーしたいと思うようになった。BEGINは夏川の依頼に応えて「あなたの風」を提供するが、夏川はなおも「涙そうそう」にこだわり、最終的にカバーが実現した。
沖縄県の大手CDショップ「照屋楽器店」の売上ランキングでは発売1週目にしてB'zの「ultra soul」に次ぐ2位を記録。2001年、沖縄のラジオ3局（エフエム沖縄、琉球放送、ラジオ沖縄）で年間チャート1位となる。全国に知られるようになるまでには時間がかかったものの、2002年から3年あまりに渡ってヒットし続けた。累計売上は120万枚突破。
2019年9月23日付までのオリコン週間シングルランキングでのトップ100ランクイン週数は通算157週であり、SMAPの「世界に一つだけの花」、中島みゆきの「地上の星/ヘッドライト・テールライト」に続いて歴代3位である。
2006年にはANAの沖縄線キャンペーン「マッタリーナ→ ホッコリーナ→ 沖縄」のテレビCMでキャンペーンソングとして使用され、2007年には日本郵政グループ（日本郵便・ゆうちょ銀行・かんぽ生命保険など）のCMで使用された。

### 収録曲
1. 涙そうそう
2. あなたの風
  - BEGINが作詞・作曲したバラードソング
3. 花になる（アコースティック・ヴァージョン）
4. 涙そうそう（インストゥルメンタル・ヴァージョン）
5. あなたの風（インストゥルメンタル・ヴァージョン）

## その他のカバー
- 黄品源 - 2002年、アルバム『簡單情歌』に台湾語カバー「白鷺鷥」収録
  - 2006年12月8日、アルバム『淚光閃閃, 源來有你』に北京語カバー「淚光閃閃」
- 五木ひろし - 2003年4月7日、アルバム『五木ひろしカバー&セルフコレクションズ全16曲〜おふくろの子守唄』
- 因幡晃 - 2004年5月25日、コンピレーションアルバム『Re Cover』
- 田端義夫 - 2004年6月23日、シングル『涙そうそう』
- ケアリイ・レイシェル - 2004年、「Ka Nohona Pili Kai」発表[注釈 1]。
- 蔡淳佳 - 2004年9月9日、アルバム『日出』に北京語カバー「陪我看日出 (私と日の出を見に行こう)」収録。2006年11月10日、ベストアルバム『淳佳精選17首』にも収録[注釈 2]。
- SISTER KAYA - 2005年4月27日、アルバム『たからもの』
- 加藤登紀子 - 2005年5月18日、アルバム『登紀子情歌～LOVE SONGS～』
- 徳永英明 - 2005年9月14日、アルバム『VOCALIST』
- 東京佼成ウインドオーケストラ - 2006年、ニュー・サウンズ・イン・ブラスで披露
- ヘイリー・ウェステンラ - 2007年、アルバム『Treasure 〜私の宝物』に英語バージョン
- 砂川恵理歌 - 2008年1月15日、コンピレーションアルバム『琉球ラヴァーズロック』
- 甲斐よしひろ - 2008年2月20日、『TEN STORIES 2』
- タンポポ児童合唱団 - 2008年6月25日、オムニバスアルバム『こどもと歌いたい!ファミリーヒットソング〜おしえて・花の子ルンルン・世界中の誰よりきっと〜』
- 杏里 - 2008年7月16日、アルバム『tears of anri 2』
- 甲斐裕次郎（中村太亮） - 2008年7月16日、ミニアルバム『美ら唄』
- 早川えみ - 2008年8月27日、アルバム『Feel the Jazz breeze』に英語バージョン収録
- 中西保志 - 2008年11月5日、アルバム『STANDARDS 3』
- Memory（現メン・ユナ / 메모리） - 2008年11月7日、アルバム『She Dreamed That She Was Flying Like A Bird.』に朝鮮語バージョン収録。
- スコット・マーフィー - 2008年、アルバム『Guilty Pleasures II』
- 桑田佳祐 - 2008年、昭和八十三年度! ひとり紅白歌合戦
- 森進一 - 2009年、アルバム『Love Music』
- 西尾夕紀 - 2009年4月22日、アルバム『 エンカのチカラ -GORGEOUS 90's-00's-』
- alan - 2009年11月25日、アルバム『my life』(CD+DVD)初回盤特典映像
- 大江裕 - 2010年、アルバム『演歌大将 大江裕～日本列島 歌飛脚I～』
- alan - 2010年7月7日、シングル『風に向かう花』
- 我那覇響（沼倉愛美） - 2010年、『THE IDOLM@STER2 MASTER ARTIST2 -FIRST SEASON- 02』
- MONGOL800 - 2011年、アルバム『etc.works 2』
- クリス・ハート - 2013年6月5日、アルバム『Heart Song』
- 岩佐美咲 - 2013年、アルバム『リクエスト・カバーズ』
- 森恵 - 2013年10月16日、アルバム『Grace of the Guitar』
- 海上自衛隊東京音楽隊、三宅由佳莉 - 2017年10月25日、アルバム『シング・ジャパン ―心の歌―』
- MAMAMOO - 2020年、アルバム『4colors』
- 木山裕策 - 2020年12月16日、アルバム『花 麗しき日本の愛唱歌』
- 三山ひろし - 2021年12月8日、アルバム『こころの歌～三山ひろし叙情歌を唄う～』
- Violinist SHOGO - 2022年6月8日、アルバム『てぃーだ』

## 映像作品
2006年にはTBSテレビ局の開局50年記念として、この作品をモチーフにした妻夫木聡・長澤まさみ主演の映画が2006年秋に公開された。他、これにリンクして視聴者の手記を基にしたドラマを放映している。これまでに『広島 昭和20年8月6日』（松たか子出演）、『涙そうそう この愛に生きて』（黒木瞳出演）が映像化された。

## 主な記録・賞
- 第44回日本レコード大賞（2002年）で、夏川りみが金賞、森山良子が作詞賞を受賞した。
- 第56回NHK紅白歌合戦の「スキウタ〜紅白みんなでアンケート〜」で紅組2位にランクインされた。
- オリコン2004年間カラオケリクエスト回数第1位（前年度・次年度では共に2位）。
- 2004年度のJASRAC賞では銀賞を受賞している。
- 文化庁・日本PTA全国協議会主催の「親子で歌いつごう 日本の歌百選」に選定された。
- フェイス・ワンダワークスが2015年に発表したGIGAエンタメロディで15年間で最も多くダウンロードされた着信メロディを集計した「着信メロディ15年間ランキング」において12位にランクインされた[9]。